# تود هاث
تود هاث (بالإنجليزية: Todd Huth)‏ هو عازف قيثارة وشاعر أمريكي، ولد في 13 مارس 1963.

## وصلات خارجية
- تود هاث على موقع ميوزك برينز (الإنجليزية)
- تود هاث على موقع ديسكوغز (الإنجليزية)